# Ángel Cruchaga Santa María

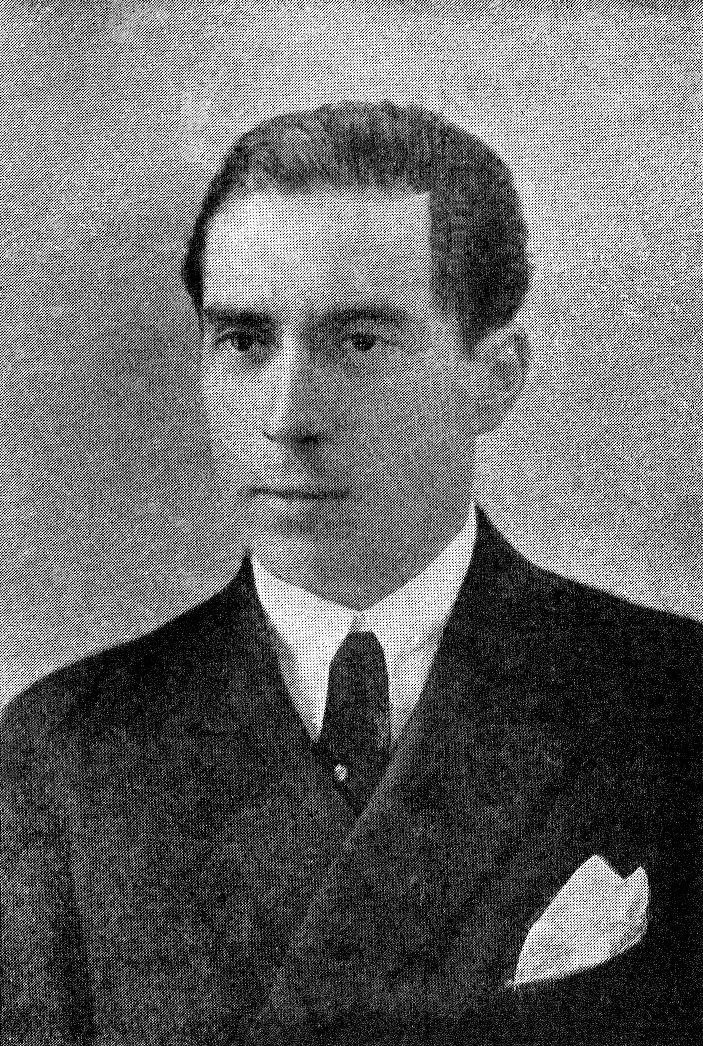
Ángel Cruchaga Santa María

Ángel Cruchaga Santa María (* 23. März 1893 in Santiago, Chile; † 5. September 1964 ebenda) war ein chilenischer Schriftsteller und Dichter. Bekanntheit erhielt er insbesondere durch seine umfangreiche lyrische Produktion mit religiösen Motiven.

## Leben
Ángel Cruchaga entstammte einer aristokratischen, aber verarmten Familie und genoss eine privilegierte Schulausbildung. Er wurde stark von den französischen Dichtern Charles Baudelaire, Arthur Rimbaud und Tristan Corbière beeinflusst. Obgleich sehr avantgardistisch im Stil, widmete er sich spätestens mit Job (1922) verstärkt religiösen Motiven. Er gilt als einer der einflussreichsten Autoren seiner Generation und zählte in den 1930er Jahren zu den prominentesten chilenischen Dichtern zusammen mit Pablo Neruda, Gabriela Mistral und Vicente Huidobro. Er publizierte in mehreren Zeitschriften und Zeitungen. Einige Gedichtbände wurden zunächst in Frankreich oder Spanien veröffentlicht. Im Jahr 1928 gründete er mit weiteren Dichtern die Zeitschrift Letras. 1937 übersetzte er André Maurois’ Geschichte Englands. Er erhielt diverse literarische Preise, insbesondere den Chilenischen Nationalpreis für Literatur im Jahr 1948.

## Werke

### Lyrik
- Las Manos Juntas (1915)
- La Selva Prometida (1920)
- Job (1922)
- Los mástiles de oro (1923)
- La ciudad invisible (1928)
- Afán del Corazón (1933)
- Paso de Sombra (1939)
- Rostro de Chile (1955)
- Anillo de Jade (1959)
- Noche de las noches (1963)

### Bühnenstücke
- El mesías (1932)

### Romane
- Medianoche

## Auszeichnungen
- Chilenischer Nationalpreis für Literatur im Jahr 1948